# گزیک (درمیان)
گزیک، شهری در بخش گزیک شهرستان درمیان، واقع در استان خراسان جنوبی است. بر پایه سرشماری عمومی نفوس و مسکن در سال ۱۳۹۵ جمعیت این شهر ۲۲۹۴ تن (در ۶۷۹ خانوار) بوده‌است.
گزیک از شمال به بخش مركزى قاين، جنوب به بخش درح و بخش مركزى شهرستان سربيشه، غرب به بخش مركزى شهرستان درميان و از شرق با كشور افغانستان هم مرز است.

## تاریخچه
گفته می‌شود در ابتدا محل فعلی گزیک زیرآب بوده و به مرور که آب کم می‌شده اطراف گزیک به حالت جزیره و علفزار بوده که به همین دلیل یک نقطه در گزیک مشهور به درب بیشه بوده است. زمانی که کشور ایران به دین مبین اسلام درآمده و مردم آن مسلمان شده اند به خاطر اینکه حرف (گ) در الفبای عربی وجود نداشته گزیک به جزیک مشهور بوده و به طوری که چند خانواده با فامیلی جزیکی درحال حاضر در گزیک ساکن هستند. 
در نسخه هاى خطى مربوط به حدود دويست سال قبل نام جزيك ذكر شده و در زمان پهلوى اول كه اولين نقشه‌هاى جامع كشور تهيه مى‌شد، بسيارى از نام‌ها، واژه‌ها و اصطلاحات عربى و بيگانه به فارسى معادل سازى و تغيير كرد، نام جزيك هم به گزيك تغيير يافت، مانند تغيير نام قصبه به روستا، طهران به تهران و جُرجان به گرگان.
قنات‌هايى با قدمت بيش از 870 سال، قبرستان قديمى با قدمت حدود 1000 سال. قلعه ى قديمى در بلنداى مركز گزيك كه اكنون فقط يك بارو از آن بجامانده، حوض انبارهاى قديمى كه هنوز هم آثار تعدادى از آنها باقي است مؤيد قدمت زیاد گزيك است.
در بافت قديم گزيك خانه‌هاى گنبدى، كوچه‌هاى باريك، دالان‌ها و سوباط‌ها بسيار قديمى وجود داشته است که پس از زلزله‌ى بيستم ارديبهشت ١٣٧٦ که بسيارى از خانه‌ها  و دالان هاى قديمى هنوز پابرجا بوده‌اند به مرور و به دلیل فرسایش و عدم رسیدگی تخريب شده‌اند.
گزیک قدیم دارای محله‌هایی به نام‌هایی محله ( ملّه ) سرِده،  مَلّه‌ى  تپه رِگ، ملّه‌ى عليشَهى، ملّه‌ى قودال يا گودال، ملّه‌ى خضرو، ملّه ميرِشكار، ملّه‌ى كمر. روى قلعه (رى قلعه) و دم مزبانى بوده است که بعد از سال١٣٧٠  بخش مركزى بافت قديمى گزيك براى اجراى طرح هادى كه در روستاها اجرا مى‌شد تخريب شد و اکنون با تغییر ساختار شهر و باقت خانه سازی این نام‌ها تا حدودی به فراموشی سپرده شده است. 
ميدان اصلى گزيكِ قديم در پايين قلعه و در بين محله‌هاى عليشهى، سرده، تپه رگ واقع شده بود. در قديم مرزبانى گزيك دراين مكان واقع بوده، به همين دليل به آنجا دم مرزبانى و در اصطلاح عامه " دم مزبانى "مى گفتند. آب زلال قنات وازى از اين ميدان مى‌گذشت و باعث روشنى و شادابى دم مزبانى بود. يك حوض انبار قديمى هم ‌در كنار ميدان مرزبانى و اول كوچه ى عليشهى بود. ميدان مزبانى سه خيابان يا كوچه ى خروجى داشت، راهى كه به محله‌ى عليشهى و مسجد جامع مى رفت، يك راه هم به طرف عزيزآباد و خيابانى كه به طرف محله ى سرده و به طرف بيرجند مى رفت و ورودى گزيك بود، اين خيابان هم چند مغازه داشت و بانك ملى، مدرسه‌ى مولوى، بهدارى، شركت تعاونى حافظ و شركت نفت در اين خيابان بودند و خيابان اصلى گزيك بود. دم مزبانى مركز تجارى گزيك، و داراى، بانك، آسياب، تعمير گاه و دور تا دور ميدان دكان‌هاى مختلف، خواروبار فروشى، خياطى، قصابى، پارچه فروشى، دوچرخه‌سازى، و بقالى بوده است.

## کار و اشتغال
مردم این شهر به کار کشاورزی و کشت زعفران، زرشک، گیاه سَنا، عناب اشتغال دارند. همچنین دامپروری و تولید لبنیات و کشک و پرورش گوسفندان و گاوها برای سلاخی و کسب گوشت آنها رایج است. در کل می توان با اطمینان بیان کرد که تقریبا کل جمعیت شهر عمدتاً  به مشاغل محلی-روستایی مشغول هستند.
زعفران خراسان جنوبى و به خصوص زعفران گزيك مرغوب‌ترين و ناب‌ترين زعفران جهان است، براى اينكه زعفران عطر اوليه را از دست ندهد قبل از آفتاب و باز شدن گل زعفران، بايد چيده شود، در گزيك متراژ زمين‌ها ى زير كشت زياد بزرگ نيست و معمولاً قبل از آفتاب غنچه‌هاى گل زعفران را مى‌چنند، و يكى از دلايل مرغوبيت زعفران گزيك همين است. زعفران از دير باز در گزيك كشت مى شده و هم اكنون بيشتر زمينهاى گزيك زيركشت زعفران است، پياز زعفران پس از كشت اوليه، تا هفت سال متوالى محصول می‌دهد، بيشترين محصول در سالهاى سوم تا ششم به دست می‌آید. زعفران به آب كمترى نياز دارد و يك بار كود و يك بار هم با چهار شاخ شخم ميزنند كه به پياز زعفران آسيب نرسد، زحمت اصلى زمان برداشت است، حدود ٢٠ روز از ماه آبان، در مدت زمان برداشت زعفران همه مردم مشغول چيدن و پر كردن گل‌هاى بنفش زعفران هستند.
عناب هم يكى از محصولات اصلى گزيك است، پر تعدادترين درخت در گزيك، درخت عناب است و گزيك داراى بيشترين تعداد درخت عناب در بين شهرها و روستاهاى بخش درمیان در خراسان جنوبى است. درخت عناب مانند درخت گردو جداى از زمين معامله مي‌شود، سند جداگانه دارد و به ارث مى‌رسد. اندازه عناب در صورتى كه به موقع سم پاشى وآبيارى شود و با تغذيه مناسب درخت، درشت و شيرين است. درخت عناب به كندى رشد مي‌كند و عمرى طولانى دارد. عناب در اندازه‌هاى مختلف به عمل مى آيد. چوب درخت عناب سخت و قهوه اى مايل به قرمز خوشرنگ است. بهترين و زيباترين آلات موسيقى مانند دو تار و كارهاى منبّت ظريف را با چوب عناب مى سازند.

## خدمت سربازان و افسران در گزیک
به دلیل مرزی بودن این شهر بسیاری از افرادی که در ارتش و نیروی انتظامی استخدام می شوند ما بین ۱ تا ۵ سال در پایگاه های نظامی گزیک خدمت می کنند و بساری از سربازان که نوار مرزی خراسان جنوبی خدمت کرده اند با هنگ و خدمت در میل 73 نیز آشنایی دارند.
تاکنون چندین بار از اشرار مسلح گرفته تا گروهک های تروریستی که هنوز هم فعال هستند به مرزهای نزدیک شهر و علی الخصوص مراکز نظامی و واحدهای وابسته حمله کرده اند که بدیهی است تقریبا همه این یورش ها و حمله ها ناموفق بوده اند.

## امکانات و تفریحات محلی
همچنین کودکان و نوجوانان بازی های محلی مانند توشله بازی، هفت سنگ، فوتبال و والیبال و یک بازی دورهمی جذاب به نام الش عوض را انجام می دهند. 
البته از زمان شهر شدن گزیک در سال ۱۳۸۹ یک شهربازی کوچک، چندین بوستان و گیم نت تاسیس شده است.
از ویژگی‌های این شهر مرزی می توان داشتن کاریزهای روان و همچنین بزله گویی را برشمرد.

## جاذبه‌های گردشگری شهرستان
۱- قبرستان تاریخی گزیک که قدمت ان به حدود ۱۰۰۰ سال قبل بر می گردد . وجود قبرهای بزرگ نشانگر این مدعاست.
۲- قلعه تاریخی گزیک واع در بافت قدیمی شهر که آثار کمی از ان باقی مانده است.
۳-  امامزاده سید ابراهیم الرضا(ع)
آستان امامزاده ابراهیم رضا (علیه السلام) در شهرستان درمیان، بخش گزیک، روستای آبگرم واقع شده است.آستان سلطان ابراهیم رضا (علیه السلام) در روستای آب گرم بخش گزیک شهرستان درمیان، واقع است. روستا وضعیت کوهپایه ای داشته و تا مرکز شهرستان ۵۰ کیلومتر و تا گزیک مرکز بخش ۳۰ کیلومتر فاصله دارد. وجود چشمه آب معدنی گرم در این محل موجب نامگذاری آن روستا به آبگرم شده است.

## شهدای شهر
۱-غلام احمد یعقوبی - نام پدر: نور محمد - تاریخ تولد: ۱۷/۰۶/۱۳۳۸ - محل تولد: گزیک - تاریخ شهادت: ۱۶/۰۲/۱۳۵۹ - محل شهادت: بانه - محل دفن: گزیک - یگان خدمتی: ارتش
۲-محمد رضا سلحشوران -  نام پدر: محمد حسین - تاریخ تولد: ۰۱/۰۶/۱۳۴۶ - محل تولد: گزیک - تاریخ شهادت: ۲۱/۰۲/۱۳۶۶ - محل شهادت: ابوغریب - محل دفن: گزیک - یگان خدمتی: ارتش
۳-غلام احمد جزیکی - نام پدر: نور احمد - تاریخ تولد: ۲۹/۰۸/۱۳۳۴ - محل تولد: گزیک - تاریخ شهادت: ۲۲/۰۷/۱۳۵۹ - محل شهادت: سرپل زهاب - محل دفن: گزیک -  یگان خدمتی: ارتش
۴-محمد عبدالهی - نام پدر: محمد امین - تاریخ تولد: ۱۰/۰۹/۱۳۴۱ - محل تولد: گزیک - تاریخ شهادت: ۲۶/۰۷/۱۳۶۳ - محل شهادت: میمک - محل دفن: گزیک - یگان خدمتی: ارتش
۵-غلام نبی عبدالهی - نام پدر: محمد امین - تاریخ تولد: ۰۲/۰۱/۱۳۴۰ - محل تولد: گزیک - تاریخ شهادت: ۰۱/۰۷/۱۳۷۰ - محل شهادت: بلغاریه - محل دفن: گزیک - یگان خدمتی: ارتش
۶-سیداحمد فاضلی - نام پدر: سید محمد - تاریخ تولد: ۰۳/۰۱/۱۳۴۱ - محل تولد: گزیک - تاریخ شهادت: ۰۹/۰۸/۱۳۶۳ - محل شهادت: پاسگاه زید - محل دفن: گزیک - یگان خدمتی: ارتش
۷- شهید یار محمد غیبی - نام پدر: محمد حسین - تاریخ تولد: ۲۰/۱۱/۱۳۲۹ - محل تولد: گزیک - تاریخ شهادت: ۱۱/۰۸/۱۳۶۵ - محل شهادت: زاهدان - محل دفن: گزیک  - یگان خدمتی: ارتش
۸-محمد حسین فیروز بخت - نام پدر: حاجی اسماعیل - تاریخ تولد: ۰۸/۰۳/۱۳۳۹- محل تولد: گزیک - تاریخ شهادت: ۱۷/۰۹/۱۳۶۶ - محل شهادت: فکه - محل دفن: گزیک - یگان خدمتی: ارتش
۹-حبیب ا… دوستی - نام پدر: نور احمد - تاریخ تولد: ۰۴/۰۶/۱۳۳۸ - محل تولد: گزیک - تاریخ شهادت: ۲۹/۰۸/۱۳۶۱ - محل شهادت: خرمشهر - محل دفن: گزیک- یگان خدمتی: ارتش
۱۰-عزیز عزیزی - نام پدر: یار محمد - تاریخ تولد: ۱۰/۰۱/۱۳۴۰ - محل تولد: گزیک - تاریخ شهادت: ۰۷/۰۹/۱۳۵۹ - محل شهادت: خلیج فارس - محل دفن: آب های خلیج فارس - یگان خدمتی: ارتش
۱۱-رمضان پالیز - نام پدر: محمد - تاریخ تولد: ۰۱/۰۲/۱۳۳۷ - محل تولد: گزیک - تاریخ شهادت: ۲۳/۰۶/۱۳۶۶ - محل شهادت نامعلوم - محل دفن: گزیک - یگان خدمتی: انتظامی
۱۲-محمد ظریف قربان زاده - نام پدر: محمد عظیم - تاریخ تولد: ۲۰/۰۴/۱۳۱۹ - محل تولد: گزیک -تاریخ شهادت: ۰۳/۰۳/۱۳۶۰ - محل شهادت: چمن آباد تایباد - محل دفن: گزیک - یگان خدمتی: انتظامی